# Viscum decaryi
Viscum decaryi är en sandelträdsväxtart som beskrevs av Paul Lecomte. Viscum decaryi ingår i släktet mistlar, och familjen sandelträdsväxter. Inga underarter finns listade i Catalogue of Life.